# Maximum Overdrive
Maximum Overdrive är en amerikansk actionfilm från 1986 baserad på boken Onda maskiner av Stephen King. Handlingen kretsar kring en grupp människor som blir tvungna att skydda sig på en vägkrog, då bilar och lastbilar vaknar till liv av en komet och vill utplåna alla människor.

## Rollista i urval
| Emilio Estevez   | – William "Billy" Robinson |
| Pat Hingle       | – Bubba Hendershot         |
| Laura Harrington | – Brett                    |
| Yeardley Smith   | – Conie                    |
| Holter Graham    | – Deke Keller              |

## Om filmen
- Två olyckor skedde under filmningens gång, varav en resulterade i att kameramannen Armando Nannuzzi förlorade ett öga och senare stämde King.

## Soundtrack från filmen
- Who made who - AC/DC